# Велика Јастребица
Велика Јастребица је највиши врх Бијеле гора или Беле планина или карстне заравни Орјена, и највиши врх Орјена у Републици Српској висока 1865 m н. в. највише приморске планину Динарског масива у Републици Српској и Босни и Херцеговини, док је највиши врх масива Орјена и приморског појаса Јадрана Зубачки кабао (1894 m) и налази се у Црној Гори.
Са Велике Јастребице планински масив се спушта у правцу запада и севера. Окружена је бројним цирковима формираним током последњег леденог доба и прекривена шумама беле јеле и букве; на чијем рубу се налазе стабла босанског бора или мунике (Pinus heldreichii) врсте која је терцијерни реликт и субендемит Балканског полуострва, са малим допунским ареалом у јужној Италији.

## Положај
Велика Јастребица (која је највећи врх на територији града Требиње) налази се у источном делу Херцеговине, источно од града Требиња, на крајњој југоисточној тачки Републике Српске дуж граничне линије Босне и Херцеговине са северозападним делом Црне Горе. Са врха се виде врхови свих планиснких масива у околној регији.
Од 2020. године Велика Јастребица је у саставу заштићеног подручја Парк природе „Орјен“ који се налази на територији Града Требиња, на основу Одлуке Владе Републике Српске.

## Прилаз
Непосредни приступ саобраћајним средствима Великој Јастребици могућ је из правца Требиња магистралним путем M-6 Требиње - Жупа (у правцу Хецег Новог путем преко Зубачког платоа), од кога се у насељу Ластва одваја локални пут којим се може приступити Бијелој Гори. На првој раскрсници лево после ресторана „Стара Херцеговина“ скрене се лево код путоказа за Тули. Одатле се асфлатним путем који је ширине 3 метра и на поједниним мјстима доста оштећен иде се право до раскрснице за Коњско. Ту се скреће десно и идедо право до краја асфалта и села Убла.
Од села Убла (излетничкоg местa које је од Требиња удаљеном 22 километра) започиње пешачкa стаза или успон на Оријен и његов врх Велика Јастребица (1865 м), преко Рајтиш Дола шумским макадамским путем дугим око 3 км, а потом новомаркираном планинарском стазом, која прво води на врх Јастребице(1984 m). Прво иде један део стазе у укупној дужини око 300 метара који је веома стрм. На пола те старе се налази спомен плоча „Живадину Симићу“. Након наглог успона стрза наставља и даље кроз високу букову шуму са мањим али константним успоном.
Након изласка стазе из букове шуме, иде се успоном на гребен Јастребице. По изласку на гребен креће се гребеном до највећег врха „Велика Јастребица“ на 1865 метра надморске висине.
Стаза је одлично маркирана, тако да без икаквих прблема и у најнеповољнијем временским условима и неко без познавања стаза на Бијелој гори може доћи до врха Велика Јастребица.
| Назив путне стазе         | Координате WGS84 N....Е  | Надморска висина | Удаљеност од почетка стазе |
| ------------------------- | ------------------------ | ---------------- | -------------------------- |
| Почетак стазе - Убла      | 42º37.220'N 18º29.280'Е  | 1025 m           | 0,0 km                     |
| Копривни до               | 42º 37.085'N 18º29.885'Е | 1086 m           | 1,1 km                     |
| Копривни до – бунар(вода) | 42º37.086'N 18º29.881'Е  | 1058 m           | 1,1 km                     |
| Раскрсница за Јастребица  | 42º36.791'N 18º30.262'Е  | 1185 m           | 2,0 km                     |
| Видиковац Јастребица      | 42º36.347'N 18º31.576'Е  | 1495 m           | 2,7 km                     |
| Излазак из шуме           | 42º36.260'N 18º31.879'Е  | 1561 m           | 2,8 km                     |
| Крај стазе - Јастребица   | 42º35.884'N 18º37.617'Е  | 1865 m           | 6,1 km                     |

- Минимана висина стазе : 1025 m
- Максимална висина стазе : 1865 m
- Укупна удаљеност: 6,1 km
- Укупно време успона 2h 23m 52s

## Географске карактеристике
Велика Јастребица висока 1865. м највиши је врх Бијеле горе, или дела масива планине Орјен кроз који пролази гранична линија Републике Српске и Босне и Херцеговине са Црном гором. Јастребица је од Бијеле горе одвојена запањујућим геолошким потиском у ледено обликованом прагу. Овај праг, формиран је као слојевито степениште, које је јако тешко је савладати. То значи да се до Јастребице тешко може доћи из пространих језичких басена Јарчисте и језичких басена Леденице. Низ падину су простране прашуме високе сребрне јеле и букве. Гранични шумски екотоник формира бор змијске коре .
На овај заобљени врх се може безбедно доћи уз нешто веће напорне. Како нема директног успона, на Велику Јастребицу се углавном долази гребенским правцем Зубачки кабао - Вучји зуб - Велика Јастребица. Из Босне најчешћи успон води преко Пирине пољане уским пролазом од Мале Јастребице до Велике Јастребице. Успон са севера са Бијеле горе отежан је због преплитања преклопљених и пресавијених геолошких слојева и глацијалног претискивања. На опсежној висоравни Бијеле горе успон је могућ само преко котлине Катуништа.

### Рељеф
Преко врхова Прасе и Вучјег зуба налазе се два највиша изложена гребена на Југоистоку подручја: Јастребице и Орјена. Овде се терен постепено диже, достижући највише врхове на масивима Јастребице и Орјена (Велика Јастребица 1865 m; Бугања греда 1849 m). Бројни циркови сведоче о интензивном залеђивању током леденог доба у овом накада центру старе глацијације. После повлачења увалских ледника, раздвојени један од другога, депоновали су морене и флувиоглацијални материјал растурен по крашким увалама.
Између њих је дубока глацијална долина, у којој су јасно видљиви трагови рада ледника, који је свој материјал депоновао на излазу из котлине, стварајући поља (Убли, Коњско, Царево, Граб поље) на глацијалном материјалу (морене, флувиоглацијални и лимноглацијални материјал).
Испод Велике Јастребице налазе се простране котлине уз долине речица Јазине, Ластве и Сушице, које су углавном насељене и представљају пољопривредни крај

### Геологија
Најактивнији и најважнији фактор обликовања рељефа масива Орјена данас је свакако карстни
процес. Са изузетком уског слива Сушице на сјверу, практично читав Орјен има карактеристике
типичног холокарста.
И у рецентним условима овај терен обликује интензиван карстни процес, али морфолошко обележје даје глацијални рељеф, а карстфикација се може схватити као њему подређена. У областима изграђеним од доломита, нарочито у подручју горњетријаских доломита северног дела подручја, рељеф је знатно „мирнији“. Већи карстни облици су ретки, вртаче су плитке и тањирастог облика, а шкрапе ређе и углавном сантиметарских димензија. Пресудну улогу на овакав развој карста имао је литолошки фактор, односно знатно мања растворљивост доломита у односу на кречњаке.
Јастребица је у потпуности изграђена од камених кредених карбоната. Оне падају под косим углом према Бијелој гори. Све младе квартарне наслаге данас су прекривене високом шумом. За разлику од осталих обимних моренских пејзажа у Орјену, на Јастребици не постоји јасна хронолошка додела квартарних морена.

### Клима
Као део Орјена и Бијеле горе Велика Јастребица у потпуности припада појасу са правом медитеранском климом. Међутим Орјен има планинску климу са јаким утицајем медитеранске климе, с обзиром да се налази на рубу Јадрана (од кога је удаљен 20 до 60 км), и представља границу продора топлих и влажних ваздушних маса са мора, што утиче на велике количине годишњих падавина, на највишим врховима углавном у виду снежних падавина.
Према томе овај врх као и крашка поља, која се налазе на већим надморским висинама, има знатно оштрију клима. Зими, током антициклоналних ситуација, на овом врху се таложе хладне наслаге ваздух (са обилним снежним падавинама) које се спуштају на стране околних падина, док је лети приземни слој ваздуха у њима прилично загрева, услед чега се повећава годишње колебање температуре ваздуха.

## Историја
Други црногорски устанак у Кривошијама довео је до интервенције к. к. војнички. Борбе на Орјену трајале су од 7. марта до 10. маја 1882. године, а кулминирале су 9. и 10. маја у борбама на Вучјем зубу и Јастребици.
Историја Јастребице одређена је утврђивање, граничне линије између поседа Венеције и Османског царства, а потом и Аустроугарске и Османско царство. Име Јастребице се на венецијанским картама појављује у 17. веку као Mte Falcone . Међутим овај картографски податак је непоуздан због топографских недостатака на раним картама.
Од 1850. године топографија удаљених делова Орјена постаје јаснија на тада новоуцртаним војним картама. Као гранични врх, Велика Јастребица задржава схематизованију шрафуру у односу на све остале врхове, уз неубедљива приказ северне стране.
За време Бокељског устанак из 1869-70. познатог и као кривошијски устанак поново долази до изражаја прецизна војна топографија Орјена. Годину дана после устанка, Војногеографски институт је урадио нове картографске податке на северној страни Јастребице. Ова мапа размере 1:75.000 објављена је 1909. године. После губитничке битке 9./10. На Јастребици и Вучјем зубу 1. маја је међашом обележена и гребенска линија Јастребице. Међутим, чак и са новим топографским снимањем, велике површине на знејасним северним падинама Јастребице остале су само шематизоване. На детаљној мапи 1:10.000 која приказује Аустроугарска пре Првог светског рата д Бока которске сачувана је линија гребена око највиших врхова Орјена.

## Туризам
У туристичком смислу Велика Јастребица и њен положај у Парку природе „Орјен“ је повољан у односу на оближње туристичке дестинације у Републици Хрватској и Црној Гори. Велика Јастребица је удаљен од Дубровника 27 км, Херцег Новог 38 км, Никшића 70 км, Мостара 115 км, Подгорице 120 км, Сарајева 230 км, Бањалуке 360 км, Београда 480 км. Од луке Бар удаљено је 152 км, а од луке Плоче 120 км.
Од путних праваца најзначајнији су Београд – Дубровник и Мостар – Подгорица. У плану је и изградња Јадранско-јонске магистрале, чиме би се стратешка позиција Требиња, Бијеле горе и Велике Јастребице у туризму битно побољшала.
Најближи аеродроми су у:
- Чилипима (око 40 км),
- Тивту (око 60 км),
- Мостару (115 км) и
- Подгорици (120 км).

Планирана је изградња аеродрома на Зубцима код Требиња 2020-тих година.